# Constante de Boltzmann
La constante de Boltzmann (k o kB) es la constante física que relaciona temperatura absoluta y energía. Se llama así en honor del físico austriaco Ludwig Boltzmann, quien hizo importantes contribuciones a la teoría de la mecánica estadística, en cuyas ecuaciones fundamentales esta constante desempeña un papel central. Su valor es un número fijo sin incertidumbre (26° CGPM de noviembre de 2018, en vigor desde el 20 de mayo de 2019):
{\displaystyle k=1,380649\times 10^{-23}} {\displaystyle {\rm {\ J}}}{\displaystyle {}/{}}{\displaystyle {\rm {\ K}}}
| Valores de k       | Unidades |
| ------------------ | -------- |
| 1,380649 × 10−23   | J K−1    |
| 8,617333262 × 10-5 | eV K−1   |

Como parte de la Redefinición de las unidades del SI en 2019, la constante de Boltzmann es una de las siete "constantes definitorias" que han recibido definiciones exactas. Se utilizan en diversas combinaciones para definir las siete unidades básicas del SI. La constante de Boltzmann se define exactamente como 1,380649·10-23J.K-1.

## Importancia en la definición estadística de entropía

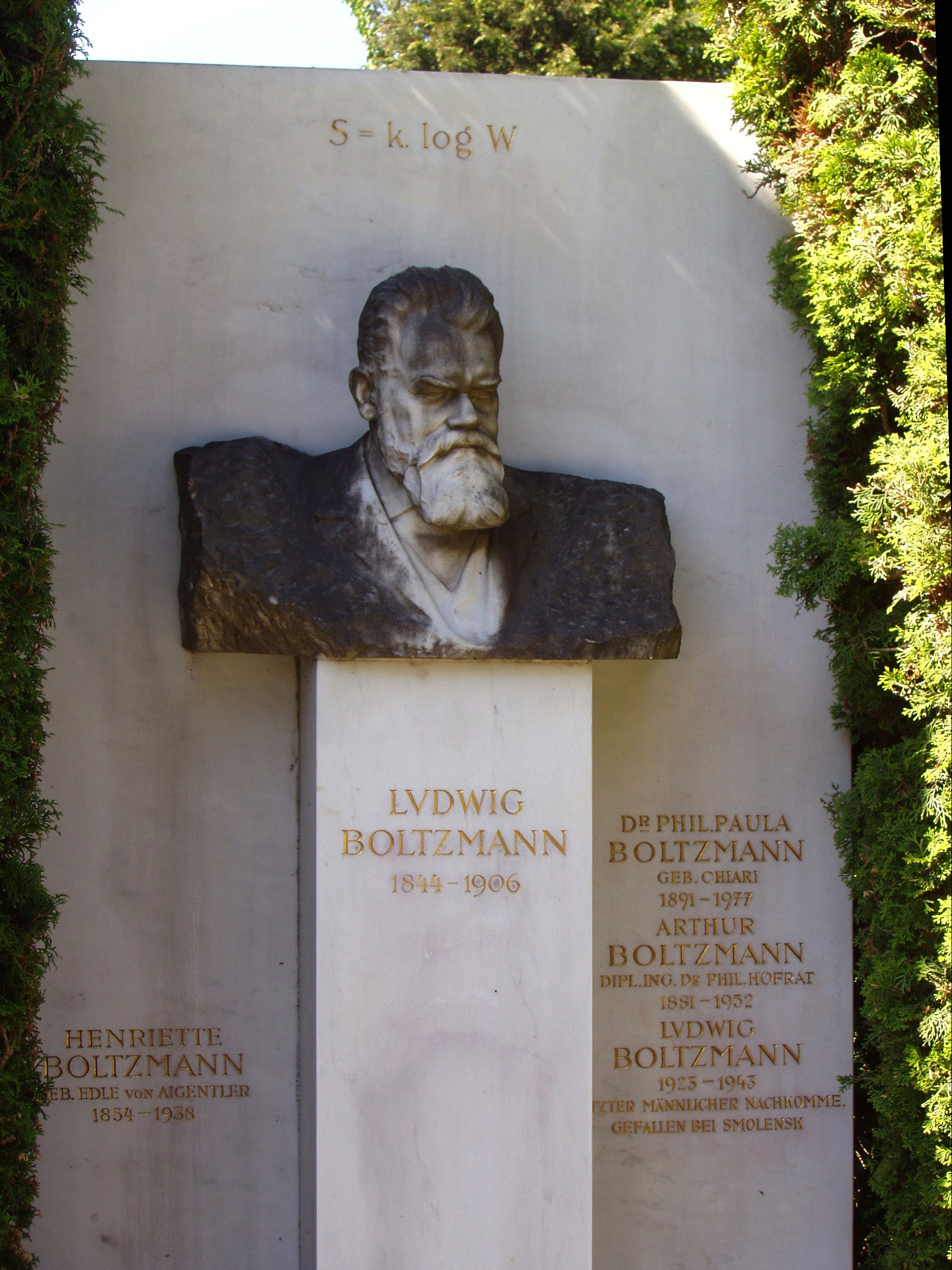
Tumba de Ludwig Boltzmann en el cementerio central de Viena, donde aparece grabada la fórmula de la entropía.

En mecánica estadística, la entropía, S, de un sistema aislado en equilibrio termodinámico se define como el logaritmo natural de W, el número de estados microscópicos definidos en los que puede llegar a estar un sistema dadas las limitaciones macroscópicas (como, por ejemplo, la energía total fija, E):
{\displaystyle S=k\,\ln W.}
Esta ecuación, que relaciona los detalles microscópicos o microestados del sistema (a través de W) con su estado macroscópico (a través de la entropía S), es la idea central de la mecánica estadística. Es tal su importancia que fue grabada en la lápida de la tumba de Boltzmann.
La constante de proporcionalidad, k, relaciona la entropía de la mecánica estadística con la entropía de la termodinámica clásica de Clausius:
{\displaystyle \Delta S=\int {\frac {{\rm {d}}Q}{T}}.}
Podría elegirse una entropía escalada adimensional en términos microscópicos tales que
{\displaystyle {S'=\ln W}\;;\;\;\;\Delta S'=\int {\frac {\mathrm {d} Q}{kT}}.}
Se trata de una forma mucho más natural, y esta entropía reajustada corresponde exactamente a la entropía de la información desarrollada posteriormente por Claude Elwood Shannon.
Aquí, la energía característica, kT, es el calor necesario para aumentar la entropía reajustada por un nat.

## Funciones de la constante de Boltzmann
Macroscópicamente, la ley de los gases ideales establece que, para un gas ideal, el producto de la presión p y el volumen V es proporcional al producto de cantidad de sustancia n y la temperatura absoluta T:
{\displaystyle pV=nRT,}
donde R es la  constante molar de los gases (8.31446261815324 J⋅K−1⋅mol−1). Introduciendo la constante de Boltzmann como la constante de gas por molécula k = R/NA transforma la ley de los gases ideales en una forma alternativa:
{\displaystyle pV=NkT,}
donde N es el número de moléculas del gas.

### Papel en la equipartición de la energía
Dado un sistema termodinámico a una temperatura absoluta T, la energía térmica media transportada por cada grado de libertad microscópico del sistema es 12kT (es decir, aproximadamente 2,07 -21J, o 0,013 eV, a temperatura ambiente). En general, esto sólo es cierto para sistemas clásicos con un gran número de partículas, y en los que los efectos cuánticos son despreciables.
En Mecánica estadística clásica se predice que esta media se cumple exactamente para gases ideales homogéneos. Los gases ideales monoatómicos (los seis gases nobles) poseen tres grados de libertad por átomo, correspondientes a las tres direcciones espaciales. Según la equipartición de la energía, esto significa que existe una energía térmica de 32kT por átomo. Esto se corresponde muy bien con los datos experimentales. La energía térmica se puede utilizar para calcular la  velocidad media cuadrática de los átomos, que resulta ser inversamente proporcional a la raíz cuadrada de la masa atómica. Las velocidades cuadráticas medias encontradas a temperatura ambiente reflejan esto con precisión, y van desde 1370 m/s para el helio, hasta 240 m/s para el xenón.
La Teoría cinética da la presión media p para un gas ideal como
{\displaystyle p={\frac {1}{3}}{\frac {N}{V}}m{\overline {v^{2}}}.}
Combinada con la ley de los gases ideales
{\displaystyle pV=NkT}
muestra que la energía cinética de traslación media es
{\displaystyle {\tfrac {1}{2}}m{\overline {v^{2}}}={\tfrac {3}{2}}kT.}
Si se considera que el vector de velocidad del movimiento de traslación v tiene tres grados de libertad (uno por cada dimensión), la energía media por grado de libertad es igual a un tercio de aquélla, es decir, 12kT.
La ecuación de los gases ideales también se cumple a rajatabla en los gases moleculares, pero la forma de la capacidad calorífica es más complicada, ya que las moléculas poseen grados de libertad internos adicionales, además de los tres grados de libertad de movimiento de la molécula en su conjunto. Los gases diatómicos, por ejemplo, poseen un total de seis grados de libertad simples por molécula que están relacionados con el movimiento atómico (tres traslacionales, dos rotacionales y uno vibracional). A temperaturas más bajas, es posible que no todos estos grados de libertad participen plenamente en la capacidad calorífica del gas, debido a los límites de la mecánica cuántica sobre la disponibilidad de estados excitados a la energía térmica pertinente por molécula.

### Papel en los factores de Boltzmann
De forma más general, los sistemas en equilibrio a temperatura T tienen probabilidad Pi de ocupar un estado i con energía E ponderada por el correspondiente factor de Boltzmann:
{\displaystyle P_{i}\propto {\frac {\exp \left(-{\frac {E}{kT}}\right)}{Z}},}
donde Z es la función de partición. De nuevo, es la cantidad parecida a la energía kT la que adquiere una importancia central.
Las consecuencias de esto incluyen (además de los resultados para gases ideales anteriores) la ecuación de Arrhenius en cinética química.

### Papel en la definición estadística de entropía
En mecánica estadística, la entropía S de un sistema aislado en equilibrio termodinámico se define como el logaritmo natural de W, el número de estados microscópicos distintos disponibles para el sistema dadas las restricciones macroscópicas (como una energía total fija E):
{\displaystyle S=k\,\ln W.}
Esta ecuación, que relaciona los detalles microscópicos, o microestados, del sistema (a través de W) con su estado macroscópico (a través de la entropía S), es la idea central de la mecánica estadística. Su importancia es tal que está inscrita en la lápida de Boltzmann.
La constante de proporcionalidad k sirve para que la entropía mecánica estadística sea igual a la entropía termodinámica clásica de Clausius:
{\displaystyle \Delta S=\int {\frac {{\rm {d}}Q}{T}}.}
Se podría elegir en su lugar una entropía adimensional reescalada en términos microscópicos tal que
{\displaystyle {S'=\ln W},\quad \Delta S'=\int {\frac {\mathrm {d} Q}{kT}}.}
Esta es una forma más natural y esta entropía reescalada corresponde exactamente a la posterior entropía de la información de Shannon.
La energía característica kT es entonces la energía requerida para incrementar la entropía reescalada en una nat.

### La tensión térmica
En semiconductores, la ecuación del diodo de Shockley-la relación entre el flujo de corriente eléctrica y el potencial electrostático a través de una unión p-n-depende de una tensión característica llamada tensión térmica, denotada por VT.  La tensión térmica depende de la temperatura absoluta T como
{\displaystyle V_{\mathrm {T} }={kT \over q}={RT \over F},}
donde q es la magnitud de la carga eléctrica del electrón con un valor  equivalente,
{\displaystyle {V_{\mathrm {T} } \over T}={k \over q}\approx 8.61733034\times 10^{-5}\ \mathrm {V/K} .}
A temperatura ambiente 300 Kelvin (26,9 °C; 80,3 °F), VT es aproximadamente 25.85 mV que puede obtenerse introduciendo los valores de la siguiente manera:
{\displaystyle V_{\mathrm {T} }={kT \over q}={\frac {1.38\times 10^{-23}\ \mathrm {J{\cdot }K^{-1}} \times 300\ \mathrm {K} }{1.6\times 10^{-19}\ \mathrm {C} }}\simeq 25.85\ \mathrm {mV} }
A la temperatura estándar de 298,15 K (25 °C;77 °F) es aproximadamente 25,69 mV. El voltaje térmico también es importante en plasmas y soluciones electrolíticas (por ejemplo, la ecuación de Nernst); en ambos casos proporciona una medida de cuánto afecta a la distribución espacial de electrones o iones una frontera mantenida a un voltaje fijo.

## Historia
Aunque Boltzmann vinculó por primera vez la entropía y la probabilidad en 1877, al parecer la relación nunca se expresó a través de una constante específica sino hasta que Max Planck introdujo k por vez primera, y ofreció un valor exacto (1.346×10−23 J/K, aproximadamente 2.5% menor que la cifra que se usa hoy en día), en su derivación de la ley de la radiación del cuerpo negro en 1900–1901. Antes de 1900, las ecuaciones que incluían los factores de Boltzmann no utilizaban las energías por molécula ni la constante de Boltzmann, sino una forma de la constante de los gases R y energías macroscópicas para las cantidades macroscópicas de la sustancia. La breve y simbólica forma de la ecuación S = k log W en la lápida de la tumba de Boltzmann se debe de hecho a Planck, no a Boltzmann. En realidad Planck la introdujo en el mismo trabajo en el que presentó h.
Como escribió Planck en su discurso de recepción del Premio Nobel en 1920.

Esta constante suele denominarse constante de Boltzmann, aunque, hasta donde sé, el propio Boltzmann nunca la mencionó; según lo que permiten ver sus afirmaciones ocasionales, debido a una serie de circunstancias particulares nunca consideró la posibilidad de llevar a cabo una medición precisa de la constante.

Estas "condiciones peculiares" pueden comprenderse si se recuerda uno de los grandes debates científicos de la época. Existía un enorme desacuerdo, durante la segunda mitad del siglo XIX, respecto a si los átomos y las moléculas eran "reales" o si eran tan sólo una herramienta heurística, útil para la solución de problemas. También había un desacuerdo respecto a si las "moléculas químicas" (medidas a través de los  pesos atómicos) eran lo mismo que las "moléculas físicas" (medidas a través de la teoría cinética). Para continuar la cita de la lectura de 1920 de Planck:

Nada puede ilustrar mejor el ritmo positivo y frenético del progreso con el que han trabajado los científicos durante los últimos veinte años que el hecho de que, desde ese entonces, se han descubierto no uno, sino una gran cantidad de métodos para medir la masa de una molécula prácticamente con la misma precisión que la alcanzada para un planeta.

En 2013, el Laboratorio Nacional de Física del Reino Unido utilizó las mediciones de microondas y de  resonancia acústica para determinar la velocidad del sonido de un  gas monoatómico en una cámara elipsoide triaxial y calcular un valor más preciso para la constante, como parte de la revisión del Sistema Internacional de Unidades (SI). El nuevo valor calculado fue de 1.380 651 56 (98) × 10−²³ J K−1, y se espera que sea aceptado por el SI tras una revisión.

## Unidades naturales
La constante de Boltzmann proporciona una correspondencia entre la energía microscópica característica E y la escala de temperatura macroscópica T = Ek. En la física fundamental, este mapeo se simplifica a menudo mediante el uso de las unidades naturales de establecer k a la unidad. Esta convención significa que las cantidades de temperatura y energía tienen las mismas dimensiones. En particular, la unidad kelvin del SI se convierte en superflua, definiéndose en términos de joules como 1 K = 1.38064x 10-23J. Con esta convención, la temperatura se da siempre en unidades de energía, y la constante de Boltzmann no se necesita explícitamente en las fórmulas.
Esta convención simplifica muchas relaciones y fórmulas físicas. Por ejemplo, la fórmula de equipartición para la energía asociada a cada grado de libertad clásico ({\displaystyle {\tfrac {1}{2}}kT} anterior) se convierte en
{\displaystyle E_{\mathrm {dof} }={\tfrac {1}{2}}T}
Como otro ejemplo, la definición de entropía termodinámica coincide con la forma de entropía de la información:
{\displaystyle S=-\sum _{i}P_{i}\ln P_{i}.}
donde Pi es la probabilidad de cada  microstado.